# Ronalds Zaķis
Ronalds Zaķis (Talsi, 8 luglio 1987) è un cestista lettone.

## Palmarès
- Campionato lettone: 3

Ventspils: 2008-09, 2013-14
VEF Riga: 2014-15
- Lega Baltica: 1

Ventspils: 2012-13
- Lega Lettone-Estone: 1

Ventspils: 2018-19